# XEDK-AM
XEDK-AM es una estación de radio localizada en la ciudad de Guadalajara, Jalisco. Transmite desde la Avenida Niños Héroes 1555, sexto piso, colonia Moderna. Es una estación del Grupo Radiorama de Occidente que preside Enrique Pereda.
El director de la "DK", es el Lic. Luis Gerardo Sedano Anguiano. 
Transmite en los 1250 kHz de la banda de Amplitud Modulada con 10 kW de potencia diurnos. Actualmente se le conoce como DK 12 50.

## Historia
Es una estación de radio hablada en el occidente de México. Esta emblemática radiodifusora remonta sus orígenes al 15 de marzo de 1938 (86 años), cuando salió al aire su primera emisión. Desde entonces ha transmitido de manera ininterrumpida los acontecimientos noticiosos más importantes de Jalisco, de México y del mundo.

- Datos: Q6168482